# Удав гаїтянський
Удав гаїтянський (Tropidophis haetianus) — неотруйна змія з роду Земляний удав родини Земляні удави. Має 6 підвидів. Інша назва «карибський земляний удав».

## Опис
Загальна довжина досягає 68—70 см. Голова витягнута, стиснута з боків. Тулуб стрункий, довгий з гладенькою лускою. Поліморфний вид, має різне забарвлення на різних островах. Може бути коричневим, оливковим, жовто—коричневим чи помаранчевим з кількома рядками маленьких темних плям уздовж черева.

## Спосіб життя
Полюбляють ліси, чагарники, скелясті ділянки, бромелії в декількох метрах над землею. Активний вночі або у присмерку. Харчується жабами, ящірками та дрібними гризунами.
Це живородна змія. Самиця народжує до 8 дитинчат.

## Розповсюдження
Мешкає на островах Куба, Гаїті, Ямайка.

## Підвиди
- Tropidophis haetianus haetianus
- Tropidophis haetianus hemerus
- Tropidophis haetianus jamaicensis
- Tropidophis haetianus stejnegeri
- Tropidophis haetianus stullae
- Tropidophis haetianus tiburonensis